# Johann Paul
Johann Paul (Issoudun, 5 maggio 1981) è un calciatore francese naturalizzato malgascio, centrocampista del Vierzon.

## Carriera

### Club
Gioca dal 2000 al 2004 al Châteauroux. Nel 2004 si trasferisce al Châtellerault. Nel 2007 passa al Pau. Nel 2008 viene acquistato dal Créteil-Lusitanos. Nel 2010 passa all'Amiens. Nell'estate 2014 rimane svincolato. Il 6 luglio 2015 viene ingaggiato dal Fréjus Saint-Raphaël. Nel luglio 2016 passa al Créteil-Lusitanos.

### Nazionale
Ha debuttato in nazionale nel 2003.